# Anochetus risii
Anochetus risii é uma espécie de formiga do gênero Anochetus, pertencente à subfamília Ponerinae.